# Ögmundur Kristinsson
Ögmundur Kristinsson (Reykjavík, 1989. június 19. –) izlandi válogatott labdarúgókapus, az Olimbiakósz játékosa.
Az izlandi válogatott tagjaként részt vett a 2016-os Európa-bajnokságon.

## Sikerei, díjai
Fram
- Izlandi kupa (1): 2013